# مصطفى عبد السليم مهند
مصطفى عبد السلام مهند (ولد في 5 أبريل 1975 في مليلية)، الملقب بـشوتا، هو لاعب كرة قدم محترف إسباني، يلعب لنادي مليلية يو دي في مركز المهاجم.

## وصلات خارجية
- BDFutbol profile
- Futbolme profile (بالإسبانية)
- Transfermarkt profile